# Essener Steinkohlenbergwerke
Die Essener Steinkohlenbergwerke AG war ein Bergwerksunternehmen im Ruhrbergbau, das von  1906 bis 1955 bestand. Der Verwaltungssitz befand sich von der Gründung bis zur Auflösung im Südviertel der Stadt Essen, Huyssenallee 92/94.

## Geschichte

Teilschuldverschreibung über 200 Schweizer Franken der Essener Steinkohlenbergwerke AG vom 1. März 1934

Die Gesellschaft wurde 1906 im Zuge eines Zusammenschlusses verschiedener bergrechtlicher Gewerkschaften, unter anderem Rheinische Anthracit-Kohlenwerke und Heisinger Tiefbau, gegründet. 1907 ließ das Unternehmen den Schacht Gottfried Wilhelm abteufen, der 1909 in Betrieb ging. 1908 erwarben die Essener Steinkohlenbergwerke die Zeche Prinz Friedrich und die Zeche Gilles Antoine. Hauptgründer und Aufsichtsratsvorsitzender war Carl Funke. Nach dessen Tod im Jahr 1912 übernahm Ernst Tengelmann die Geschäftsführung. 1916 erwarb die Gesellschaft die Gewerkschaft Dorstfeld in Dortmund, 1920 die Gewerkschaft Oespel.
1930 fusionierte das Unternehmen mit der Gelsenkirchener Bergwerks-AG (GBAG). 1932 wies der Bergwerksbesitz der vormaligen Essener Steinkohlenbergwerke AG bei der GBAG folgende Förderanlagen auf:
1. Feld der aufgelösten Gewerkschaft Hercules, Flächenraum 6.455.578 m²
2. Grubenfeld der Zeche ver. Dahlhauser Tiefbau, 5.140.488 m²
3. Feld der Zeche ver. Pörtingssiepe, 7.607.906 m²
4. Förderanlage Carl Funke mit einem Grubenfeld von 4.692.777 m².
5. Grubenfeld der ehemal. Gew. Prinz Friedrich, 8.842.239 m².
6. Grubenfeld der Zeche Gottfried, l.973.140 m².
7. Gerechtsame der Zeche Oespel, 4.550.072 m²
8. Gerechtsame der Zeche Dorstfeld, 10.638.217 m²

Am 29. November 1933 folgte eine Neugründung unter dem alten Namen Essener Steinkohlenbergwerke AG als Tochtergesellschaft der Gelsenkirchener Bergwerks-AG. In das neue Unternehmen wurden sämtliche Bergwerksanlagen und die dazu gehörigen Grubenfelder, Grundstücke, Gebäude und Einrichtungen der GBAG eingegliedert. Die Gesellschaft verfügte über eine Gesamtberechtsame von 158,9 Mill. m² zusammen mit Reservefeldern, Beteiligungen und Ansprüchen 228,46 Millionen m².
1936 übernahm Friedrich Flick, der unter anderem an der GBAG maßgeblich beteiligt war, die Aktienmehrheit der Essener Steinkohlenbergwerke AG. Als Folge der Übernahme stieg die Steinkohlenförderung der Flick-Gruppe auf mehr als 60 %. Flick nutzte das Unternehmen als Sprungbrett für den Einstieg in die Carbochemie und die vom NS-Regime mit hoher Priorität betriebene Herstellung synthetischen Benzins. Gemeinsam mit der Harpener Bergbau AG, die sich ebenfalls im Mehrheitsbesitz von Friedrich Flick befand, gründete die Essener Steinkohlenbergwerke AG am 2. Januar 1937 die Chemische Werke Essener Steinkohle AG. Im gleichen Jahr begann in Bergkamen der Bau eines Fischer-Tropsch-Synthesewerks, das im April 1939 die Produktion synthetischer Erzeugnisse aufnahm.
Einschließlich aller Tochterunternehmen verfügten die Essener Steinkohlenbergwerke 1938 über einen Grundbesitz im Ruhrgebiet von 2715 Hektar und beschäftigten insgesamt 15.583 Menschen. Zu den Mitgliedern des Aufsichtsrats zählten während der NS-Zeit neben Friedrich Flick namhafte Vertreter der damaligen Wirtschaftselite, unter anderem Karl Kimmich, Albert Vögler, Werner Carp, Gustav Knepper, Johann Jacob Haßlacher, Karl Rasche, Kurt Schmitt, Konrad Kaletsch und Otto von Velsen. Vorstandsvorsitzender blieb bis Mai 1942 Ernst Tengelmann, anschließend übernahm sein Bruder Walter Tengelmann diese Funktion. Während der Luftangriffe auf das Ruhrgebiet hatte das Unternehmen starke Schäden zu verzeichnen; das Chemiewerk wurde dabei wiederholt zerstört, aber immer wieder aufgebaut.
Nach dem Zweiten Weltkrieg musste auf Befehl der Alliierten die Essener Steinkohlenbergwerke AG aus dem Flick-Konzern herausgelöst werden. 1953 gelangte das Unternehmen zur Consolidation Bergbau AG, Gelsenkirchen und wurde 1955 mit der Mannesmann AG verschmolzen. Die Chemische Werke Essener Steinkohle AG wurde bereits 1952 in Chemische Werke Bergkamen AG umbenannt und zu 100 % in die Harpener Bergbau AG eingegliedert. 1959 erwarb die Schering AG die Chemischen Werke Bergkamen AG von der Harpener Bergbau AG. Die ehemaligen Zechen der Gesellschaft wechselten in den folgenden Jahrzehnten mehrmals den Besitzer, die letzte wurde im Jahr 2010 stillgelegt.